# 联合反对派论坛
联合反对派论坛（英語：United Opposition Forum，缩写为UOF），前称大联盟，是印度阿萨姆邦的一个大帐篷政党联盟，成立于2021年。

## 成员
- 印度国民大会党
- 印度共产党（马克思主义）
- 人民党（英语：Raijor Dal）
- 阿萨姆民族委员会（英语：Assam Jatiya Parishad）
- 民族主义大会党—夏拉德钱德拉·帕瓦尔（英语：Nationalist Congress Party – Sharadchandra Pawar）
- 湿婆军 (乌达夫·巴拉萨赫布·萨克雷)（英语：Shiv Sena (UBT)）
- 印度共产党
- 印度共产党（马列）解放
- 普通人党
- 社会党
- 民族人民党
- 全党山地领袖会议（英语：All Party Hill Leaders Conference）
- 全印前进同盟
- 阿萨姆民族党
- 地区人民阵线（英语：Anchalik Gana Morcha）
- 东部地区人民委员会

## 前成员
- 波多兰人民阵线（英语：Bodoland People's Front）
- 全印联合民主阵线（英语：All India United Democratic Front）
- 人民党（联合）